# 에리크 푸자드
에리크 클로드 자크 푸자드(프랑스어: Éric Claude Jacques Poujade, 1972년 8월 8일~2024년 6월 30일)는 프랑스의 전 체조 선수이다. 2000년 하계 올림픽에서 남자 안마 은메달을 획득했고, 세계 선수권 대회에서 은메달 2개, 유럽 선수권 대회에서 금메달 2개, 은메달 2개를 획득했다.